# تای تی‌اف قاآن
تای-تی‌اف-قاآن یا تی‌ای‌آی-تی‌اف-کاآن (انگلیسی: TAI TF Kaan) جنگنده نسل پنجم درحال ساخت توسط صنایع هوافضای ترکیه است. گفته می‌شود هدف از ساخت این جنگنده، جایگزین کردن اف-۱۶ فایتینگ فالکن در نیروی هوایی ترکیه است و همچنین برای صادرات درنظر گرفته می‌شود. ترکیه برنامه‌ریزی کرده بود که این جنگنده نخستین پرواز خود را در سال ۲۰۲۳ انجام دهد که با اندکی تاخیر در ۲۱ فوریه ۲۰۲۴ انجام شد. قرار است قاآن در دهه ۲۰۳۰ میلادی به‌تدریج وارد ناوگان هوایی ترکیه شود.

## پیش‌زمینه
در سال ۲۰۱۵ و به دنبال نیاز ترکیه برای ساخت یک جنگنده جدید، این کشور سفارش خود را به شرکت بی‌ای‌ئی سیستمز برای ساخت یک جنگنده نسل پنجم ارائه کرد. همان روز پیشنهادی از سوی شرکت رولز-رویس هلدینگ برای تأمین موتور ئی۲۰۰ به ترکیه داده شد. در سال ۲۰۱۷ در خلال سفر ترزا می به ترکیه، قراردادی به ارزش صد میلیون پوند بین بی‌ای‌ئی سیستمز و صنایع هوافضای ترکیه منعقد شد که در خلال آن تجهیزات صنعتی، نرم‌افزاری و شرایط لیسانس تولید آنها در خاک ترکیه فراهم شد.

## مشخصات و تأمین موتور
بدنه این جنگنده از جنس مواد کامپوزیت به کار رفته در بدنه اف-۳۵ است که آمریکا آن را با ترکیه به اشتراک گذاشته بود همچنین یک رادار آرایه اسکن الکترونیکی فعال با به‌کارگیری نیترید گالیم خواهد داشت. در سال ۲۰۱۵ شرکت آسلسان ترکیه قراردادی با «یوروجت توربو» برای تأمین موتور ئی۲۰۰ منعقد کرد تا فناوری تولید، دانش نرم‌افزاری و روش نگهداری و تعمیر آن به ترکیه منتقل شود. شرکت رولز رویس با امضای قرارداد مسئول تأمین موتور جنگنده تی‌اف-ایکس شد. پس از سه سال رایزنی و در سال ۲۰۱۸ اعلام شد که شرکت رولز رویس به دلیل نگرانی از افشای فناوری و اطلاعاتش، از پروژه کناره‌گیری کرده‌است زیرا شرکت «ترکیه موتورز» دارای یک سهامدار قطری است و رولز رویس اعلام کرد که نگران درز فناوری موجود در موتورهای خود است؛ با کناره‌گیری رولز رویس، موتور آمریکایی جنرال الکتریک اف۱۱۰ برای تی‌اف-ایکس درنظر گرفته شده که در خاک ترکیه تحت لیسانس آمریکا ساخته می‌شود.

## روسیه
شرکت روستک نیز علاقه خود را به تأمین نیاز این کشور اعلام کرده‌است. در جریان دیدار پوتین و اردوغان در نمایشگاه ماکس ۲۰۱۹، شرکت روسی اعلام کرد آماده انتقال فناوری برای ساخت تی‌اف-ایکس است.